# Некрополе са стећцима у општини Пале
Некрополе у општини Пале настале су као резултат вишевековног историјски развоја, насељавања и боравка становништва на овом подручју. Настале су у 13. и 14. веку, мада су стећци на њима клесани и почетком 16. века, али се убрзо губе. Првим пописом од 1951. до 1969. утврђена је научно утемељена бројност и распрострањеност камених надгробних обележја (1.706)
Почев од 13. па све до 21. века. Појава бројних некропола и гробља  оставила је на Палама трагове живот и податке о културном, историјском  и територијални развој у протеклих 700 година.
Гробља и обележја на њима као древни сведоци времена у народном памћењу су сачувани и под називом мраморје, машети, грчки гробови, дивовско камење, с тим да се назив стећак употребљава у новије време као синоним за стаменост, монолитност и изведен из појма стојећак.

## Опште информације
У односу на остале  сарајевске општине, пре распада СФР Југославије, на Палама је установљен највећи број некропола стећака   изграђивани од камена и то најчешће “станца”, кречњака конгломера, (око сто локалитета ) или преко 30%, од укупног броја некропола стећака на подручју Сарајева.
Величина некропола
Величине некропола су различите у  зависности од од броја стећака, тако да су ови локалитети у зависности од броја стећака разврстани на:
- локалитет са усамљеним стећцима (1—3 споменика),
- мања некропала са 3-20 стећака,
- веће некрополе са  20-50 стећака,
- велике некрополе  са преко 100 споменика.

Положај стећака на некрополи
Стећци су постављени на узвишењима и косама поред главних путева, у  редове или низове, а најчешћа оријентација је у правцу исток – запад, односно североисток-југозапад. 
Облик стећака
Камени монолитни блок обрађиван је клесањем и глачањем, а обликован је у формама:
- плоче (11%)
- сандука (78%)
- сандука на постољу,
- сљеменика или саркофага (10%),
- сљеменика на постољу,
- стуба,
- стеле,
- крста или крстаче (1%).

Постоје и необрађени стећци у аморфним облицима камена, који је по некад само овлаш притесан. 
Најраније се јављају облици плоче и сандука (од краја 12 па до 14 века). Затим се јављају варијатети тих облика и нови облик слеменика (од 14 до 16 века). Најкасније се јавља облик стуба (од средине 15 до 16 века), што се везује за оријентално порекло усправног нишана.
Сви ови облици су произашли из традиције и естетских могућности средине у којој су настали. Боља обрада, украшавањем уклесаним или рељефним мотивима, постављање натписа и величина стећка, увек су везани за истицање сталешког статуса сахрањеног, а уједно указују и на клесарску традицију одређеног подручја. 
Натписи на стећцима
Натписи на овим стећцима представљају посебан феномен иако их је у односу на број стећака сачувано мало. Њих су састављали, а можда и клесали дијаци, а и одраз су писмености  која је обухватала готово све слојеве друштва, понајвише племство и црквену власт. Натписи су  по садржају  различити и могу се поделити на две основне скупине: верски  или религиозни и световни (који се опет деле у мање скупине зависно од величине и садржаја).
Натписи на стећцима у општини Пале су исклесани старобосанском ћирилицом, на оновременом говорном језику, па као такви имају изузетну историјску вредност. 
Украсни мотиви на стећцима
Украсни мотиви на стећцима се могу поделити на пет категоријаЧ
- социјални симболи,
- религиозни симболи,
- перцепција посмртних кола,
- рељефна перцепција,
- чисти орнаменти.[6]

Социјални симболи
Хералдички мотиви (грбови) су најзанимљивији социјални симболи. Већина грбова креирана је по узору на западноевропску хералдику, остали грбови су креирани на нови начин који није раније био познат. Међу социјалне симболе сврставају се хералдичке орнаменте или силуете (животиње, љиљани, розете) зтим фрагменти мача и копља. Често се види и перцепција лука са стелом; у комбинацији са мачем. Штит је често заједно са крстом или полумесецом. 35 Често се користио и симбол крина или љиљана који се везују у Босни и Херцеговини за владарску династију. Социјалним симболима већином се приказивало и покојниково занимање и друштвени положај.
Религијски симболи
Религиозни симбол који се најчешће користи је симбол крста у три главна облика:
- обичан крст,
- украшен крст,
- крст - распеће.

Веома уобичајени украси укључују полумесец и звезду. На неким споменицима се крст јавља као секундарни украс. Тешко је проценити шта су крстови секундарни или који облик од три поменута је вреднији. Истраживачи су се на крају сложили са тим сва три облика која представљају крст су исте вредности.
Гробови испод стећака
Евентуални гробови испод стећака нису били циљ истраживања јер су стећци веома тешки и многобројни. Њихово ископавање захтевало би велика финанцијска средства, која нису била на располагању. Истраживачи су се зато углавном интересовали за њихова историјске и културно-уметничка вредност. Циљ истраживача био је стећке истражити због њиховог облика, њихових украса и натписа.

## Стање заштите
Већина стећака на Палама налази се у запуштеном стању. О њима се не води брига у смислу уређења, одржавања или чувања. Стање појединих некропола и узроци који их угрожавају, изискују извођење одређених конзерваторских радова. У неким случајевима мора се применити премештање угрожених споменика на неку другу, привремену или сталну локацију.
Тешко је заштити стећке на неприступачним локацијама или приватним поседима, где прети опасност да се то национално благо Републике Српске и Босне и Херцеговине под утицајем временских прилика трајно оштети и дође до њиховог урањања у земљу. У таквим, ретким случајевима, мора се применити премештање угрожених споменика на неку другу, привремену или сталну локацију.

## Значај
На просторима на којима настају и развијају се некрополе са стећцима одраз су прожимања различитих културних утицаја које у времену 13. до 16. века налазимо на просторима Ррпублике Српске већином припадају латинском Западу али и византијском Истоку.
Већину њихових рељефа (који су упечатљиви аспект њихове појавности), ма колико били одмакнути од службених канона, ипак можемо читати посредством различитих саставница опште европске средњовековне културе (племићке, црквене и народне) односно романичке и посебно готичке уметности.
С друге стране, ова специфична култура дубоко је повезана са знатно ранијим, праисторијским, античким и раносредњовековним традицијама. Праисторијске и античке традиције се највише сагледавају у одабиру места где су постављени као и у појави одређених врста симболичких рељефа. Чињеница је да стећци већим делом означавају гробља на редове које у европској археологији пратимо од раног средњег века и периоде сеобе народа.

## Туризам
Већина локација на којима се налази већа група стећака данас су туристичка атракција и до њих се организују посете туриста, школа, екскурзија итд.

## Евиденција
На подручју Пала евидентирано је 99 локалитета средњовековних некропола са 1.706 стећака.
| Укупан број стећака у општини Пале |                |                    |                     |
| Име општине                        | укупно стећака | стећци са украсима | стећци са натписима |
| Општина Пале                       | 1.706          | 40                 | 1                   |

Највише стећака можемо наћи у селима:
- Оточина,
- Стајна и
- Подмједеник.

Остала места у којима су концентисани ови надгробни споменици су:
- Боговићи,
- Братаљевићи,
- Брдарићи,
- Брњица,
- Браја,
- Брдо,
- Бараковац,
- Горовићи,
- Буђ,
- Горња Винча,
- Рогоушићи,
- Мајдани,
- Росуље,
- Шајновићи,
- Ћемановићи,
- Прибањ,
- Радоњићи,
- Подвитез,
- Витез,
- Подлозник,
- Прекача,
- Муњићи,
- Мраморје
- Влаховићи,
- Градина,
- Горње Пале,
- Стамбулчић,
- Сјетлина,
- Шаиновићи,
- Саице,
- Двориште,
- Неорићи,
- Вијари,
- Средње,
- Датељи,
- Комрани,
- Виноград,
- Костреша,
- Кадино Село,
- Соколина,
- Љубогошта,
- Сињево,
- Убојиште,
- Подграб.

## Неке од описаних некропола
Неке од значајнијих некропола су:
Некропола Мраморје
Некропола Мраморац, са 127 видљива стећка. налази се у селу Мраморје (општина Пале ФБиХ), на надморској висини  1.004 m  у непосредној близини локалног гробљња на коме такође има неколико стећака.
Некропола Бараковац
Некропола се налазу у насељу Бараковац, у близини изворишта и јавне чесме Бараковац.
Некропола Доња Љубогошта
Ова некроипола са 6 стећака налази се у насељу Доња Љубогошта, на имању породице Станичић.
Некропола Стајна
Некропола Стајна, са само једним видљивим стећком. налази се у селу Стајна, које припада општини Пале, на узвишењу у буковој шуми. Локалитет припада обронцима планине Романија.
Некропола Павловац (Прача)
Некропола Павловац, са 24 видљива стећка. налази се у селу Прача (Пале ФБиХ), у непосредној близини средњовековног града Павловац и пута Пале- Горажде. Шумари су преко некрополе излачило  дрвну грађу што је довело до дислоцирања стећака  са својих првобитних места.
Некропола Топлик
Некропола Топлик, са 37 видљива стећка налази се у насељу Горња Љубогошта, које припада општини Пале, на локалитету Топлик. Локалитет је смештен на падинама брда Кукор  уз локални макадамски пут. У близини некрополе налази се извориште воде Топлик. Место је насељено и у непосредној близини некрополе  налазе се стамбени објекти.

## Стање заштите
Несумњиво је да монотеистичке религије заговарају поштовање другог и другачијег, и указују на чињеницу да се верници требају према старим гробним местима и надгробним споменицима односити са знаком поштовања и одавања почасти, због нераскидиве везе између живих и мртвих. Међутим, у савременом добу, у недостатку довољног броја гробних места за новије укопе, појављује се тенденција ширења активних гробаља (католичких, православних и муслиманских), тако да се све мање пажње поклања очувању стећака, што је још један од проблема у настојању стручних особа да се ти споменици адекватно сачувају и заштите., што је  случај и са стањем заштите стећака на некрополама са простора општине Пале.